# كونور أرمسترونغ
كونور أرمسترونغ (17 ديسمبر 1980 في جمهورية أيرلندا - ) (بالإنجليزية: Conor Armstrong)‏ هو لاعب كريكت أيرلندي. شارك مع منتخب أيرلندا للكريكت.

## وصلات خارجية
- كونور أرمسترونغ على موقع إي آس بي آن كريك إنفو (الإنجليزية)